# Simvastatine
Simvastatine is een cholesterolsyntheseremmer uit de groep van de statines. Het is een specifieke competitieve remmer van HMG-CoA-reductase, een enzym dat een essentiële rol speelt bij de biosynthese van cholesterol. Remming van deze synthese heeft onder andere toename van het aantal LDL-receptoren in de lever tot gevolg. Dit resulteert in verlaging van de LDL-cholesterolplasmaspiegel. Het verlaagt daarnaast het VLDL-cholesterol en de triglyceriden en verhoogt enigszins het HDL-cholesterol en apolipoproteïne A in het plasma.
Werking: binnen 2 weken, max. na 4 tot 6 weken.
De stof is opgenomen in de lijst van essentiële geneesmiddelen van de WHO.

## Geschiedenis
Simvastatine (merknaam Zocor® van de firma MSD) was in 1989 het eerste statine dat in Nederland op de markt kwam. Het was jarenlang de best verkopende cholesterolverlager en een van de best verkopende medicijnen. In 2003 werd er in Nederland nog voor 127 miljoen euro aan simvastatine verkocht, waarmee het de tweede plaats bezette in de top 10 van geneesmiddelenuitgaven in Nederland. Het patent verliep in mei 2003, waarna er goedkopere generieke varianten op de markt kwamen. In 2010 nam simvastatine nog de derde plaats in op de lijst van meest verstrekte geneesmiddelen aan 65-plussers.

## Indicaties
- Behandeling van homozygote familiaire hypercholesterolemie, primaire hypercholesterolemie of gemengde dyslipidemie indien dieet en andere maatregelen alléén niet voldoende zijn.
- Preventie bij atherosclerotisch cardiovasculair lijden of diabetes mellitus, met een normaal of een verhoogd cholesterol, als aanvulling op andere maatregelen.

## Kinetische gegevens
- Dosering 1x per dag 's avonds
- Simvastatine is een prodrug. Resorptie: goed. Uitgebreid first-pass-effect, waarbij voornaamste actieve metaboliet (β-hydroxyverbinding) ontstaat.
- Biologische beschikbaarheid = < 5% (voornaamste actieve metaboliet).
- Maximale spiegel= 1–2 uur (actieve metabolieten).
- Plasma-eiwitbinding: > 95% (simvastatine, voornaamste actieve metaboliet).
- Metabolisering: simvastatine: via hydrolyse en CYP3A4 tot actieve en inactieve metabolieten. Eliminatie: vnl. met de feces.
- Eliminatiehalveringstijd = ca. 2 uur.

## Nevenwerkingen
- Soms
  - Maag- en darmklachten (misselijkheid, buikpijn, obstipatie, flatulentie, zuurbranden of diarree)
  - Hoofdpijn, duizeligheid, wazig zien, vermoeidheid, slapeloosheid of een gevoel van zwakte.
  - Huiduitslag, jeuk, roodheid, haaruitval, overgevoeligheid voor zonlicht
- Zelden
  - Ernstige overgevoeligheidsreactie
  - Spierpijn, gewrichtspijn, spierzwakte, spierkramp en afbraak van spierweefsel, rhabdomyolyse
  - Bloedarmoede
- Zeer zelden
  - Leverontsteking
  - Doof of tintelend gevoel in de ledematen
  - Psychische klachten, zoals angst of depressie
  - Seksuele stoornissen, zoals minder zin in vrijen, moeilijke erectie en te late zaadlozing

## Wisselwerkingen
Gelijktijdig gebruik van sterke CYP3A4-remmers zoals itraconazol, ketoconazol, posaconazol, erytromycine, claritromycine of HIV-proteaseremmers is gecontra-indiceerd vanwege het risico van rabdomyolyse; indien de behandeling met een van deze middelen noodzakelijk is, de therapie met simvastatine tijdelijk staken.
- Ciclosporine (afweeronderdrukkend middel)
- Erytromycine en Claritromycine (antibiotica) en Imatinib (chemotherapie)
- Diltiazem en Verapamil (hart- en vaatmiddelen)
- Gemfibrozil (Lopid) = ander cholesterol- en vetverlagend middel